# Bommanagathihalli, Pavagada
Bommanagathihalli là một làng thuộc tehsil Pavagada, huyện Tumkur, bang Karnataka, Ấn Độ.